# Tord collblanc de Dagua
El tord collblanc de Dagua (Turdus daguae) és un ocell de la família dels túrdids (Turdidae).

## Hàbitat i distribució
Habita boscos, selva i ciutats de les terres baixes des de Panamà fins al nord-oest de l'Equador.

## Taxonomia
Ha estat separat de Turdus assimilis pel Congrés Ornitològic Internacional, versió 11.1 2021, arran els treballs de Núñez Zapata et al. 2016.